# Alexander Gardner (militare)
Alexander Haughton Campbell Gardner, noto anche con lo pseudonimo di Gordana Khan (1785 – Jammu, 1877), è stato un viaggiatore, militare e mercenario statunitense. Fu attivo in Afghanistan e nel Punjab e ricoprì varie cariche militari, in particolare nell'Impero Sikh.
I dettagli della sua vita rimangono oscuri. Sebbene con scarse prove a sostegno, lo storico scozzese John Keay ha scritto tre biografie di Gardner, nel 1977, nel 1979 e, in modo più approfondito, nel libro The Tartan Turban: In Search of Alexander Gardner del 2017.

## Biografia
Le prove sulle origini di Gardner restano incerte. Nei suoi racconti sostiene di essere nato nel Wisconsin da padre scozzese e madre anglo-spagnola. Baron von Hügel, che lo incontrò nel 1835, affermò che era irlandese.
Gardner si recò in Irlanda intorno al 1809. Tornò in America nel 1812, ma, appresa la notizia della morte del padre, s'imbarcò nuovamente per l'Europa e non fece più ritorno in America. Dall'Europa si recò ad Astrachan', dove lavorava il fratello. Nel 1817, alla morte di quest'ultimo, Gardner cercò senza successo di ottenere una posizione nell'esercito russo. Lasciò quindi la Russia e trascorse i 13 anni successivi vagando per l'Asia centrale.
Nel 1823 fu catturato in Afghanistan da Habib Ullah Khan, nipote di Dost Mohammed Khan. Habib Ullah, che contendeva il trono di Kabul allo zio, reclutò Gardner come comandante di 180 cavalieri. Dopo un attacco a una carovana di pellegrini, Gardner sposò una delle prigioniere, una donna nativa, e andò a vivere in un forte nella regione del Parvan, dove gli nacque un figlio. Nel 1826, quando Habib Ullah fu sconfitto, la moglie e il figlio di Gardner furono uccisi dalle forze di Dost Mahommed. Gardner fuggì verso nord con alcuni compagni. Nei pressi del fiume Amu Darya il suo gruppo fu attaccato da cinquanta cavalieri e otto dei tredici uomini del gruppo furono uccisi. I superstiti, tutti feriti, riuscirono a fuggire e si diressero verso il Badakhshan e la valle del fiume Kokcha. Attraversarono poi l'Amu Darya presso la catena dello Shakhdara, per raggiungere lo Shighnan.
Da questo punto in poi la narrazione di Gardner diventa frammentaria e di difficile comprensione, essendo in gran parte improbabile o impossibile. Afferma di aver attraversato il Kafiristan (attuali Nurestan e distretto di Chitral) nel 1826, diretto a Yarkant, che raggiunse il 24 settembre, ma non si sa di quale anno: sono possibili il 1827, il 1828 o il 1829. Dichiara poi di essere tornato in Kafiristan nel 1828, fermandosi per un breve soggiorno nella valle del fiume Kunar.
Nell'agosto 1831 lasciò l'Afghanistan come fuorilegge e raggiunse il Punjab, dove fu nominato comandante d'artiglieria. Mantenne questo incarico per molti anni, per poi essere posto al servizio del maharaja Ranjit Singh, diventando uno dei soldati occidentali dell'esercito sikh (un numero compreso tra 32 e 100). In seguito Ranjit Singh lo promosse al grado di colonnello.
«The untented Kosmos my abode,
I pass, a wilful stranger:
My mistress still the open road
And the bright eyes of danger.»

— Epigraph of Alexander Gardner's Autobiography
Dopo la morte di Ranjit Singh, avvenuta nel 1839, e fino alla prima guerra anglo-sikh, Gardner rimase nell'esercito sikh, al servizio dei maharaja che si avvicendarono. Fu testimone della fine del Punjab come stato indipendente, fine che descrisse vividamente nel suo libro Eye Witness Account of the Fall of Sikh Empire.
È stato descritto come un uomo alto un metro e ottanta, con una lunga barba, un vero combattente. È famoso per aver salvato nel 1841 la città di Lahore, quando, abbandonato dai suoi compagni, uccise 300 nemici a colpi d'artiglieria. Durante la sua carriera fu coinvolto in numerosi scontri con armi da fuoco ed armi bianche. In età avanzata subiva ancora gli effetti di ben quattordici ferite. Si dice che fosse difficile comprenderlo "a causa della mancanza di denti, della sua passione per l'alcol, della sua considerevole età o del tono cantilenante del suo inglese arrugginito; ciò potrebbe anche essere stato causato dallo squarcio in gola che era la più evidente delle sue numerose ferite e che lo obbligava a stringere un paio di pinze al collo ogni volta che mangiava o beveva".
Gardner tenne un diario, che in gran parte è andato perduto. Alcuni estratti furono pubblicati nel 1853 e suscitarono polemiche. Le sue imprese erano così bizzarre che il geografo Henry Yule non vi prestò fede. In età avanzata Gardner raccontò le sue avventure a diversi potenziali biografi e, dopo la sua morte, il materiale conservatosi fu pubblicato a cura del maggiore Hugh Pearse nel libro Soldier and Traveller: memoirs of Alexander Gardner
Gardner appare fra i personaggi nel romanzo di George MacDonald Fraser Flashman and the Mountain of Light. Alcune parti del suo viaggio in Kafiristan sono narrate nel film L'uomo che volle farsi re.